# Beginner (singel AKB48)
„Beginner” – osiemnasty singel japońskiego zespołu AKB48, wydany w Japonii 27 października 2010 roku przez You! Be Cool.
Singel został wydany w pięciu edycjach: dwóch regularnych i dwóch limitowanych (Type A, Type B) oraz „teatralnej” (CD). Osiągnął 1 pozycję w rankingu Oricon i pozostał na liście przez 52 tygodnie, sprzedał się w nakładzie 1 039 362 egzemplarzy. Singel zdobył status płyty Milion.

## Lista utworów
Wszystkie utwory zostały napisane przez Yasushiego Akimoto.

### Type A
| CD  | | | |      |
| Nr  | Tytuł | Kompozycja | Aranżacja | Czas |
| 1.  | „Beginner” | Yoshimasa Inoue | Yoshimasa Inoue | 3:57 |
| 2.  | „Boku dake no value” (jap. 僕だけのvalue) (Under Girls ver.)                                                                                  | Jun Koami | Ikuta Machine | 4:32 |
| 3.  | „Kimi ni tsuite” (jap. 君について) (wyk. MINT)                                                                                                | Yukari Aono | Hiroshi Sasaki | 5:39 |
| 4.  | „Beginner” (off vocal ver.) | Yoshimasa Inoue | Yoshimasa Inoue | 3:57 |
| 5.  | „Boku dake no value” (jap. 僕だけのvalue) (off vocal ver.)                                                                                    | Jun Koami | Ikuta Machine | 4:32 |
| 6.  | „Kimi ni tsuite” (jap. 君について) (off vocal ver.)                                                                                           | Yukari Aono | Hiroshi Sasaki | 5:39 |
| DVD | | | |      |
| Nr  | Tytuł | Tytuł | Tytuł | Czas |
| 1.  | „Beginner” (Music Clip) | „Beginner” (Music Clip) | „Beginner” (Music Clip) |      |
| 2.  | „Boku dake no value” (jap. 僕だけのvalue) (Music Clip)                                                                                        | „Boku dake no value” (jap. 僕だけのvalue) (Music Clip)                                                                                        | „Boku dake no value” (jap. 僕だけのvalue) (Music Clip)                                                                                        |      |
| 3.  | „Kimi ni tsuite” (jap. 君について) (Music Clip)                                                                                               | „Kimi ni tsuite” (jap. 君について) (Music Clip)                                                                                               | „Kimi ni tsuite” (jap. 君について) (Music Clip)                                                                                               |      |
| 4.  | „Beginner Formation Clip (Ōshima Yūko Center ver.)” (jap. Beginnerフォーメーション映像（大島優子センターver.）)                               | „Beginner Formation Clip (Ōshima Yūko Center ver.)” (jap. Beginnerフォーメーション映像（大島優子センターver.）)                               | „Beginner Formation Clip (Ōshima Yūko Center ver.)” (jap. Beginnerフォーメーション映像（大島優子センターver.）)                               |      |
| 5.  | „Beginner Formation Clip (Shinoda Mariko Center ver.)” (jap. Beginnerフォーメーション映像（篠田麻里子センターver.）)                          | „Beginner Formation Clip (Shinoda Mariko Center ver.)” (jap. Beginnerフォーメーション映像（篠田麻里子センターver.）)                          | „Beginner Formation Clip (Shinoda Mariko Center ver.)” (jap. Beginnerフォーメーション映像（篠田麻里子センターver.）)                          |      |
| 6.  | „Beginner Formation Clip (Matsui Jurina & Watanabe Mayu Center ver.)” (jap. Beginnerフォーメーション映像（松井珠理奈・渡辺麻友センターver.）) | „Beginner Formation Clip (Matsui Jurina & Watanabe Mayu Center ver.)” (jap. Beginnerフォーメーション映像（松井珠理奈・渡辺麻友センターver.）) | „Beginner Formation Clip (Matsui Jurina & Watanabe Mayu Center ver.)” (jap. Beginnerフォーメーション映像（松井珠理奈・渡辺麻友センターver.）) |      |

### Type B
| CD  | | | |      |
| Nr  | Tytuł | Kompozycja | Aranżacja | Czas |
| 1.  | „Beginner” | Yoshimasa Inoue | Yoshimasa Inoue | 3:57 |
| 2.  | „Boku dake no value” (jap. 僕だけのvalue) (Under Girls ver.)                                                           | Jun Koami | Ikuta Machine | 4:32 |
| 3.  | „Nakeru basho” (jap. 泣ける場所) (wyk. DIVA)                                                                           | Kiichi Tsurusaki | Yūichi "Masa" Nonaka                                                                                                   | 5:01 |
| 4.  | „Beginner” (off vocal ver.)                                                                                            | Yoshimasa Inoue | Yoshimasa Inoue | 3:57 |
| 5.  | „Boku dake no value” (jap. 僕だけのvalue) (off vocal ver.)                                                             | Jun Koami | Ikuta Machine | 4:32 |
| 6.  | „Nakeru basho” (jap. 泣ける場所) (off vocal ver.)                                                                      | Kiichi Tsurusaki | Yūichi "Masa" Nonaka                                                                                                   | 5:01 |
| DVD | | | |      |
| Nr  | Tytuł | Tytuł | Tytuł | Czas |
| 1.  | „Beginner” (Music Clip)                                                                                                | „Beginner” (Music Clip)                                                                                                | „Beginner” (Music Clip)                                                                                                |      |
| 2.  | „Boku dake no value” (jap. 僕だけのvalue) (Music Clip)                                                                 | „Boku dake no value” (jap. 僕だけのvalue) (Music Clip)                                                                 | „Boku dake no value” (jap. 僕だけのvalue) (Music Clip)                                                                 |      |
| 3.  | „Nakeru basho” (jap. 泣ける場所) (Music Clip)                                                                          | „Nakeru basho” (jap. 泣ける場所) (Music Clip)                                                                          | „Nakeru basho” (jap. 泣ける場所) (Music Clip)                                                                          |      |
| 4.  | „Beginner Formation Clip (Maeda Atsuko Center ver.)” (jap. Beginnerフォーメーション映像（前田敦子センターver.）)       | „Beginner Formation Clip (Maeda Atsuko Center ver.)” (jap. Beginnerフォーメーション映像（前田敦子センターver.）)       | „Beginner Formation Clip (Maeda Atsuko Center ver.)” (jap. Beginnerフォーメーション映像（前田敦子センターver.）)       |      |
| 5.  | „Beginner Formation Clip (Itano Tomomi Center ver.)” (jap. Beginnerフォーメーション映像（板野友美センターver.）)       | „Beginner Formation Clip (Itano Tomomi Center ver.)” (jap. Beginnerフォーメーション映像（板野友美センターver.）)       | „Beginner Formation Clip (Itano Tomomi Center ver.)” (jap. Beginnerフォーメーション映像（板野友美センターver.）)       |      |
| 6.  | „Beginner Formation Clip (Takahashi Minami Center ver.)” (jap. Beginnerフォーメーション映像（高橋みなみセンターver.）) | „Beginner Formation Clip (Takahashi Minami Center ver.)” (jap. Beginnerフォーメーション映像（高橋みなみセンターver.）) | „Beginner Formation Clip (Takahashi Minami Center ver.)” (jap. Beginnerフォーメーション映像（高橋みなみセンターver.）) |      |

### Wer. teatralna
| CD |                                                              |                  |                      |      |
| Nr | Tytuł                                                        | Kompozycja       | Aranżacja            | Czas |
| 1. | „Beginner”                                                   | Yoshimasa Inoue  | Yoshimasa Inoue      | 3:57 |
| 2. | „Boku dake no value” (jap. 僕だけのvalue) (Under Girls ver.) | Jun Koami        | Ikuta Machine        | 4:32 |
| 3. | „Kimi ni tsuite” (jap. 君について) (wyk. MINT)               | Yukari Aono      | Hiroshi Sasaki       | 5:39 |
| 4. | „Nakeru basho” (jap. 泣ける場所) (wyk. DIVA)                 | Kiichi Tsurusaki | Yūichi "Masa" Nonaka | 5:01 |

## Skład zespołu
| „Beginner” |
| --- |
| - Team A: Atsuko Maeda (środek), Haruna Kojima, Rino Sashihara, Mariko Shinoda, Aki Takajō, Minami Takahashi. - Team K: Tomomi Itano, Yūko Ōshima, Minami Minegishi, Sae Miyazawa. - Team B: Tomomi Kasai, Yuki Kashiwagi, Rie Kitahara, Mayu Watanabe. - Team S: Jurina Matsui, Rena Matsui. |

| „Boku dake no value” |
| --- |
| - Team A: Aika Ōta (środek), Misaki Iwasa, Haruka Katayama, Haruka Nakagawa, Ami Maeda. - Team K: Ayaka Kikuchi, Moeno Nitō, Reina Fujie, Sakiko Matsui, Rumi Yonezawa. - Team B: Haruka Ishida, Manami Oku, Mika Komori, Sumire Satō, Natsumi Hirajima, Miho Miyazaki. - Team S: Yuria Kizaki, Kumi Yagami. - Team KII: Anna Ishida, Akane Takayanagi, Manatsu Mukaida. |

| „Kimi ni tsuite”                                                                                               |
| --- |
| - Team A: Atsuko Maeda (środek), Haruka Katayama. - Team K: Moeno Nitō, Sakiko Matsui. - Team B: Tomomi Kasai. |

| „Nakeru basho” |
| --- |
| - Team A: Shizuka Ōya, Asuka Kuramochi, Chisato Nakata, Sayaka Nakaya, Natsumi Matsubara. - Team K: Sayaka Akimoto (środek), Mayumi Uchida, Ayaka Umeda, Miku Tanabe, Tomomi Nakatsuka, Misato Nonaka. - Team B: Kana Kobayashi, Amina Satō, Natsuki Sato, Mariya Suzuki, Rina Chikano, Yuka Masuda. - Team S: Masana Ōya. |

## Notowania
| Lista                                      | Pozycja |
| ------------------------------------------ | ------- |
| Oricon Weekly Singles Chart                | 1       |
| Oricon Yearly Singles Chart                | 1       |
| Billboard Japan Hot 100                    | 1       |
| Billboard Japan Hot Singles Sales          | 1       |
| Billboard Japan Hot Top Airplay            | 2       |
| Billboard Japan Adult Contemporary Airplay | 8       |

## Wersja JKT48
Grupa JKT48 wydała własną wersję piosenki jako dwunasty singel. Ukazał się 1 stycznia 2016 roku w dwóch edycjach: regularnej (CD+DVD) i „Music Download Card”.

### Lista utworów
Wer. regularna
| CD  |                                                |                                          |      |
| Nr  | Tytuł                                          | Oryginalna piosenka                      | Czas |
| 1.  | „BEGINNER”                                     | „Beginner”                               |      |
| 2.  | „Kimi no Senaka -Punggung Milikmu-”            | „Kimi no senaka”                         |      |
| 3.  | „Punkish”                                      | „Punkish”                                |      |
| 4.  | „Kyusen Kyotei -Kesepakatan Gencatan Senjata-” | „Kyūsen kyōtei”                          |      |
| 5.  | „Suki! Suki! Skip! -Suka! Suka! Skip!-”        | „Suki! Suki! Skip!”                      |      |
| 6.  | „BEGINNER” (English Version)                   | „Beginner”                               |      |
| DVD |                                                |                                          |      |
| Nr  | Tytuł                                          | Tytuł                                    | Czas |
| 1.  | „BEGINNER Music Video”                         | „BEGINNER Music Video”                   |      |
| 2.  | „BEGINNER Music Video Behind the Scenes”       | „BEGINNER Music Video Behind the Scenes” |      |

Wer. „Music Download Card”
| Nr | Tytuł                        | Oryginalna piosenka | Czas |
| -- | ---------------------------- | ------------------- | ---- |
| 1. | „BEGINNER”                   | „Beginner”          |      |
| 2. | „BEGINNER” (English Version) | „Beginner”          |      |

## Inne wersje
- Grupa SNH48 wydała własną wersję tytułowej piosenki, pt. „Kāità zhě” (chn. 开拓者), na trzecim minialbumie Koisuru Fortune Cookie w 2013 roku.
- Indonezyjska grupa JKT48, wydała własną wersję piosenki „Boku dake no value” na dziesiątym singlu Kibōteki Refrain w 2015 roku.